# Ligeti Erika-díj

## Alapító
Magyar Képzőművészek és Iparművészek Szövetsége Érem Szakosztály

## Alapítás éve
2006

## A díjalapítás célja
Méltó emléket állítani Ligeti Erika szobrász-éremművésznek, aki kiemelkedő művészeti munkássága mellett hosszú időn át lelkiismeretesen vezette az Érem Szakosztályt.
Jöjjön létre egy olyan elismerés, melynek odaítélésében minden szakosztálytag közvetlenül részt vehet. A díjazott kiválasztása az alapján történik, hogy az érem szakosztály közössége kit tart az elmúlt években végzett művészeti tevékenysége alapján kiemelkedő alkotónak.

## Díjadományozás rendje
A díj odaítélése legfeljebb évente egy alkalommal lehetséges.
A díjazott kizárólag olyan éremművész lehet, aki a Magyar Képzőművészek és Iparművészek Szövetsége Érem Szakosztályának tagja.
A díjat „megosztva” odaítélni nem lehet.
A díjat posztumusz odaítélni nem lehet.
A díjat minden személy kizárólag egy alkalommal kaphatja meg.
A díj odaítéléséről az Érem Szakosztály tagjai titkos szavazással döntenek.

## Díjazottak
- 2006 – ifj. Szlávics László
- 2008 – Gáti Gábor
- 2010 – Fritz Mihály
- 2012 – Soltra E. Tamás
- 2014 – Szunyogh László
- 2016 – Szöllőssy Enikő
- 2018 – Szabó Virág
- 2020 – Nem ítélték oda
- 2022 – Czinder Antal

## Külső hivatkozások
- Ligeti Erika Kortárs magyar művészeti lexikon II. (H–O). Főszerk. Fitz Péter. Budapest: Enciklopédia. 2000. ISBN 963-8477-45-8 Online elérés
- Magyar Képzőművészek és Iparművészek Szövetsége honlapja
- MKISZ Érem Szakosztály
- ifj. Szlávics László honlapja
- Gáti Gábor Kortárs magyar művészeti lexikon I. (A–G). Főszerk. Fitz Péter. Budapest: Enciklopédia. 1999. ISBN 963-8477-44-X Online elérés
- Fritz Mihály Kortárs magyar művészeti lexikon I. (A–G). Főszerk. Fitz Péter. Budapest: Enciklopédia. 1999. ISBN 963-8477-44-X Online elérés
- Szunyogh László honlapja
- Szöllőssy Enikő honlapja
- Szabó Virágh honlapja